# Dinastia Taungû

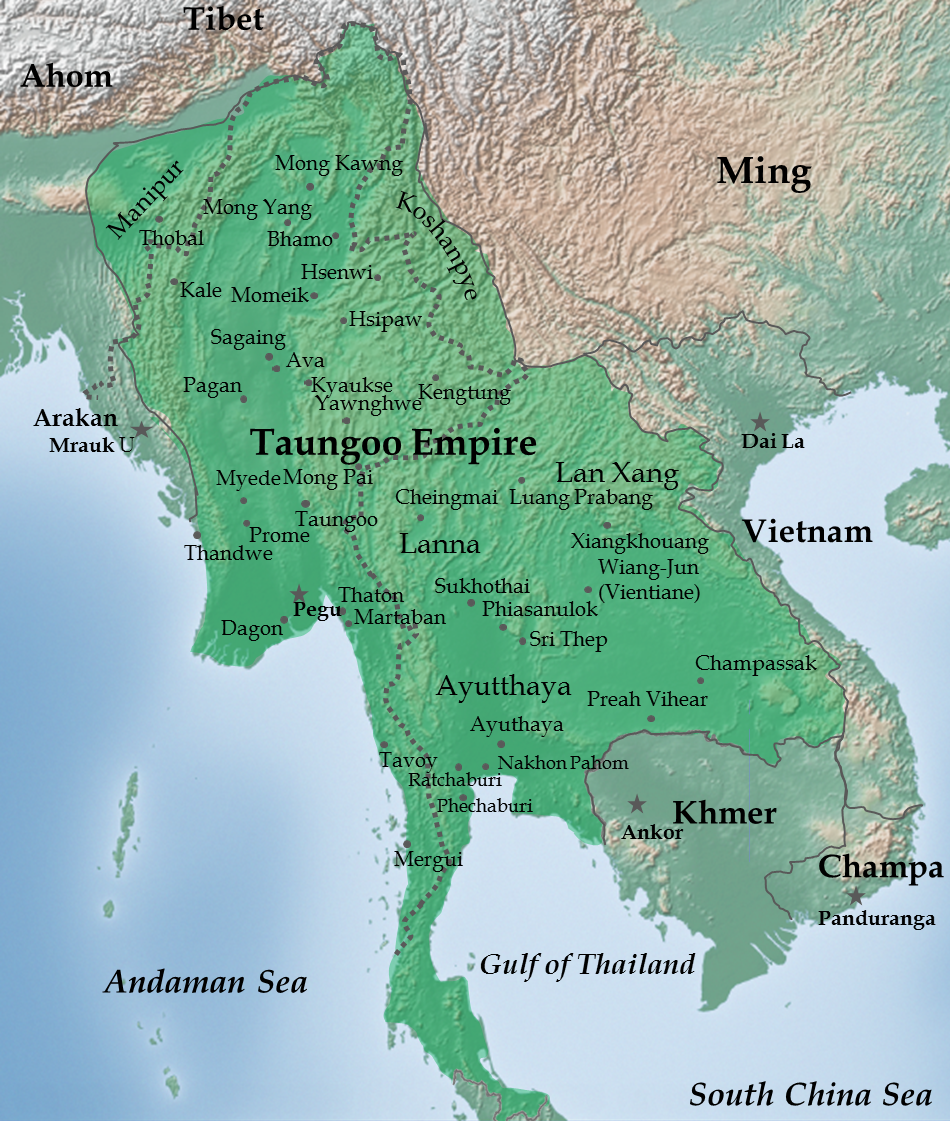
Mapa do reino em 1580, durante o período de máxima expansão

A Dinastia Toungou (ou Taungû) foi das mais potentes da História de Mianmar. Reinou sob o segundo Império birmanês entre 1510 e 1752, quando foi derrubada pelos Môns do Pegú. A dinastia Konbaung sucedeu-lhe quase imediatamente.

## História
O rei Mingyinyo (Minkyinyo, 1486-1531) criou a primeira dinastia Toungou (1486-1599) na cidade do mesmo nome (Taungû, ou Kaytumadi), no fim da dinastia de Ava. Depois da conquista de Ava pelos Shans em 1527, muitos birmaneses emigraram para Taungû, que transformou-se em novo centro político. Nos anos que seguiram, Mingyinyo submeteu uma partes dos povos shans.
O seu filho, o rei Tabinshwehti (1531-1550), consolidou o seu poder, unificando a maior parte de Birmânia. Estendeu-o para o sul, apoderando-se do delta doIrrawaddy e esmagando os Môns do Pegú. Em 1544, fez-se coroar rei de toda a Birmânia na antiga capital Bagan, pegando de essa maneira simbolicamente a sucessão do Reino de Pagan (849-1287). Nessa época, a situação geopolítica da Ásia do Sul-Este tinha mudado de maneira importante. Os Siameses tinham criado novo reino à volta de Ayutthaya, enquanto os portugueses, no sul, tinham-se apoderado de Malacca. Com a chegada dos comerciantes europeus, a Birmânia transformou-se em importante centro de comercio e Tabinshwehti transferiu sua capital para Pegu, situada estrategicamente para o comércio. Começou a juntar uma armada para atacar o estado costeiro de Arracão. Foi repelido mais, conseguiu controlar a Baixa-Birmânia até Prome. Em retirando-se a sua armada atacou o reino de Ayutthaya, contra o qual conheceu também a desfeita. Tentou outra vez de apoderar-se de Ava, mas não conseguiu. Um período de perturbações seguiu entre os povos conquistados e Tabinshwehti foi assassinado em 1551.
Seu cunhado Bayinnaung sucedeu-lhe no trono. Seu reino de 30 anos foi marcado por muitas conquistas, notavelmente a de Manipur (1560) e de Ayutthaya (1569). Homem enérgico e bom general, Bayinnaung fez do seu reino o mais potente da Ásia do Sul-Este, estendendo as suas fronteiras do Laos a Ayutthaya. Mas estas guerras esgotaram seus recursos económicos, e Manipur como Ayutthaya, que ficaram sob dominação birmanesa durante 15 anos, voltaram à independência. Bayinnaung estava resolvido a atacar de maneira decisiva o estado de Arracão, quando morreu, em 1581. Seu filho Nandabayin e seus sucessores tiveram que lutar contra rebeliões em outras partes do reino e a vitória sobre Arracão nunca aconteceu.
Lutando contra a revolta de várias cidades e as incursões dos portugueses (cf. Filipe de Brito e Nicote ou Salvador Ribeiro de Sousa), a dinastia retirou-se do sul da Birmânia e fundou de novo a dinastia de Ava, com o nome de dinastia Nyaungyan, ou Dinastia Toungou restaurada (1597-1752). Um neto de Bayinnaung, Anaukpetlun (1605-1628), reunificou de novo a Birmânia em 1613 e repeliu definitivamente as tentativas portuguesas de apoderar-se do país, mas o seu império desagregou-se progressivamente. A dinastia sobreviveu mais um século e meio, até a morte de Mahadammayaza em 1752, mas não dominou nunca mais toda a Birmânia. Um dos sucessores de Anaukpeitlun, Thalun (1629-1648) restabeleceu os princípios do antigo Reino de Pagan, mas concentrou seus esforços nos aspectos religiosos e descuidou-se do sul do Reino. Animado pelos Franceses, Pegu revoltou-se finalmente contra Ava em 1740, enfraquecendo ainda mais a dinastia, que desmoronou-se em 1752.

## Lista dos soberanos

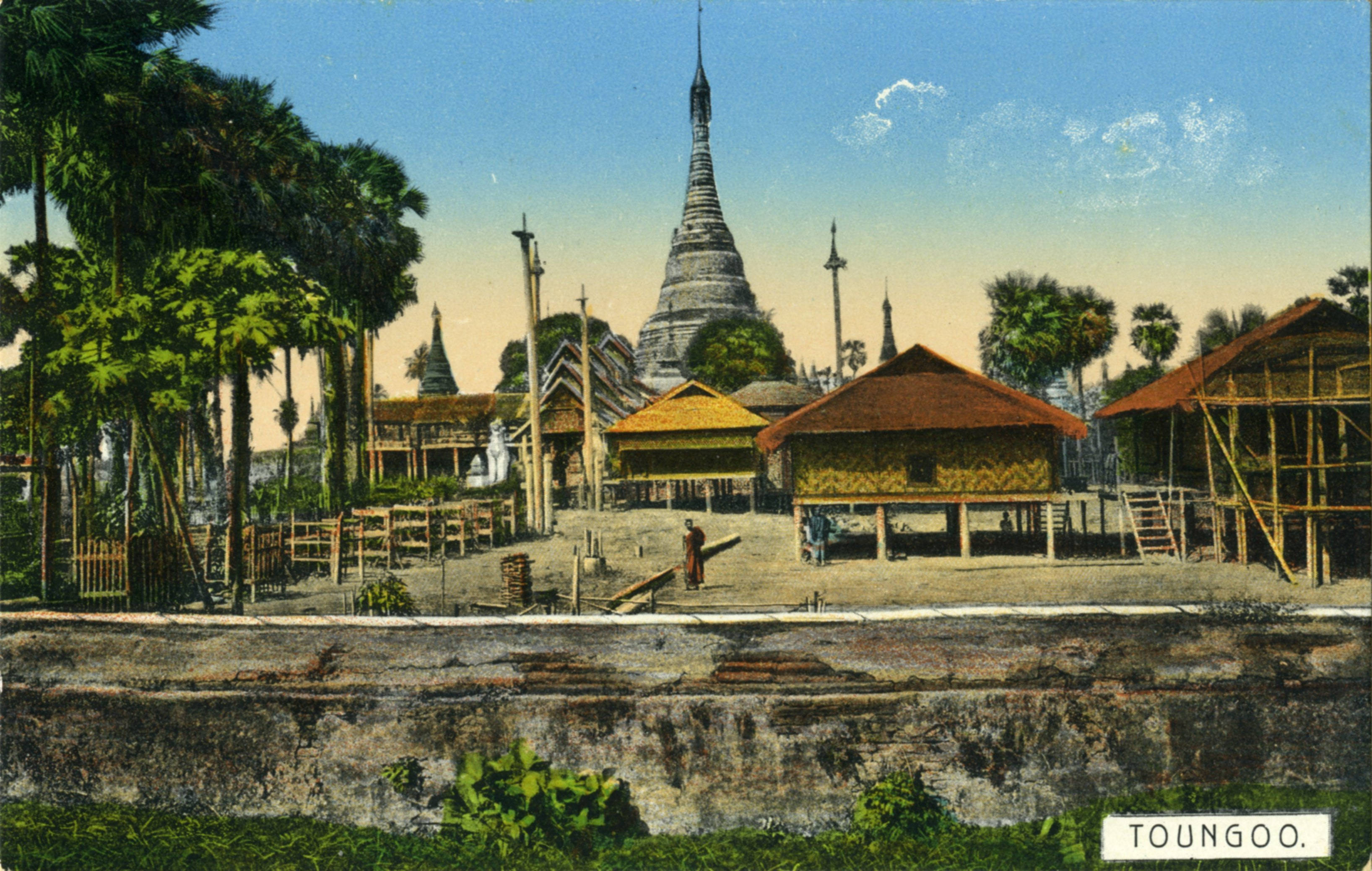
Taungû. Postal antigo (Ahuja)

| Nome          | Relação               | Datas de reino | Notas                                               |
| ------------- | --------------------- | -------------- | --------------------------------------------------- |
| Mingyinyo     |                       | 1510-1531      | fundador                                            |
| Tabinshwehti  | filho                 | 1531-1551      | transferiu sua capital a Pegú                       |
| Bayinnaung    | cunhado               | 1551-1581      | maior extensão do Reino                             |
| Nandabayin    | filho                 | 1581-1599      |                                                     |
| Nyaungyan Min | meio irmão            | 1600-1605      | Iniciador da refundação da dinastia a partir de Ava |
| Anaukpetlun   | filho                 | 1606-1628      |                                                     |
| Minredeippa   |                       | 1628           |                                                     |
| Thalun        | irmão de Anaukpeitlun | 1629-1648      |                                                     |
| Pindale       |                       | 1648-1661      |                                                     |
| Pye           |                       | 1661-1672      |                                                     |
| Narawara      |                       | 1672           |                                                     |
| Minrekyawdin  |                       | 1673-1698      |                                                     |
| Sane          |                       | 1698-1714      |                                                     |
| Taninganwe    |                       | 1714-1733      |                                                     |
| Mahadammaya   |                       | 1733-1752      |                                                     |